# デイズ・オブ・グローリー
『デイズ・オブ・グローリー』（原題：Indigènes）は、2006年制作のアルジェリア・フランス・モロッコ・ベルギー合作映画。ラシッド・ブシャール監督。
2007年度のアカデミー賞の最優秀外国語映画賞にノミネートされた。また、カンヌ国際映画祭では主役を演じた5人がそれぞれ最優秀男優賞を受賞している

## キャスト
- サイード：ジャメル・ドゥブーズ
- ヤシール：サミー・ナセリ
- ロシュディ・ゼム
- アブデルカデ：サミ・ブアジラ
- ベルナール・ブランカン
- マチュー・シモネ
- メラニー・ロラン

### 吹き替え
- サイード：川村拓央
- アブデルカデ：遠藤純一
- マルチネス：牛山茂
- メスード：斉藤次郎
- ヤシル：御園行洋